# B.D.-Journalen Nr. 1
|  | Denne artikel er oprettet af botten Steenthbot ud fra en ekstern database. Den kan derfor have sproglige fejl eller mangler. Denne skabelon kan fjernes efter kontrol af indholdet. |

B.D.-Journalen Nr. 1 er en dansk dokumentarisk optagelse fra 1942.

## Handling
Brødrene Dahl-Journalen, Nr. 1: Reportage fra 75-års dagen, 23/12 1942. Festskriftet trykkes. I udstillingsvinduer i Aarhus, København, Odense og Nykøbing Falster vises 'Badets historie' fortalt i 12 billeder. På jubilæumsdagen samles ansatte og deres familier til højtidelighed i Palladium Biografen i København. Her uddeles B.D-jubilæumsnålen, B.D.-jubilæumsmarchen spilles af Tivoligardens Musikkorps og direktør M.C. Dahl holder hovedtalen. Derfra går man tilbage til hovedkontoret, hvor gratulanterne strømmer til.

Brødrene Dahl blev grundlagt i 1867 som engros-virksomhed og var gennem tre generationer en familievirksomhed med aktiviteter i hele Skandinavien. Efter verdensudstillingen i København i 1888, som havde til huse på hjørnet af Rådhuspladsen, rykkede firmaet ind i de tomme lokaler (Industriens Hus), hvor man havde hovedsæde indtil 1967.